# Province de Tacna
La province de Tacna (Provincia de Tacna en espagnol) est l'une des quatre provinces de la région de Tacna, dans le sud du Pérou. Son chef-lieu est la ville de Tacna, qui est également la capitale régionale.

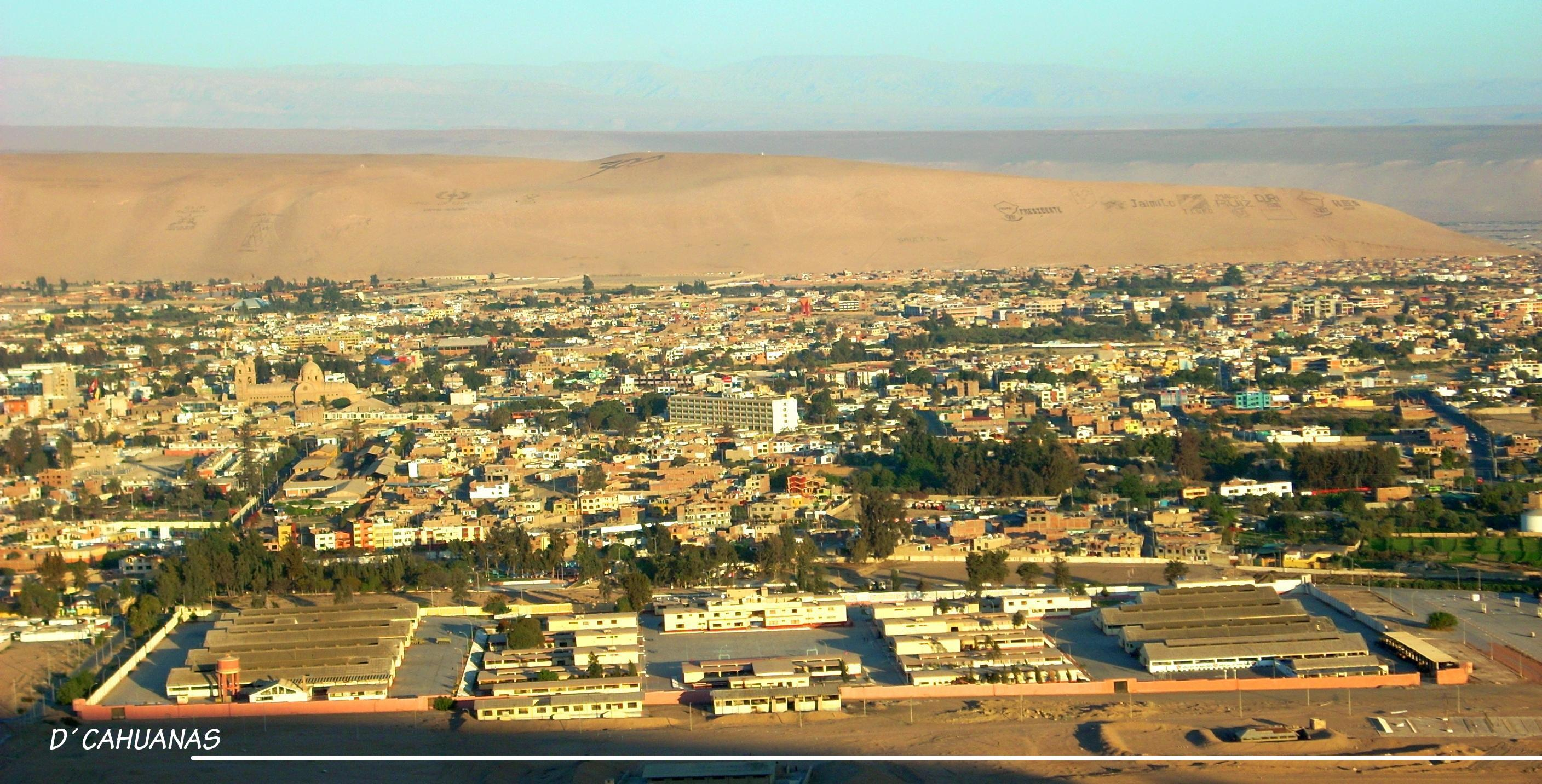
Tacna

## Géographie
La province couvre une superficie de 8 066,11 km2. Elle est limitée par la province Jorge Basadre au nord, la province de Tarata à l'est, le Chili au sud et l'océan Pacifique à l'ouest.

## Population
La population de la province était estimée à 250 509 habitants en 2005.

## Subdivisions
La province est divisée en onze districts :
1. Alto de la Alianza
2. Calana
3. Ciudad Nueva
4. Coronel Gregorio Albarracín Lanchipa
5. Inclán
6. La Yarada-Los Palos
7. Palca
8. Pachía
9. Pocollay
10. Sama
11. Tacna